# Estanislao Reynals y Rabassa
Estanislao Reynals y Rabassa (Calella, 1822-Barcelona, 1876) fue un jurista, periodista, abogado y escritor español, de ideología catalanista y conservadora. 

## Biografía
Nació en Calella el 29 de octubre de 1822, en el seno de una familia cristiana. Su padre, Isidro Reynals y Blanch, era capitán de buque; su madre se llamaba Catalina Rabassa y Vergés. Se licenció en Derecho en la Universidad de Barcelona, donde ganó la titularidad de una cátedra de Elementos de Derecho Civil, Mercantil y Penal.
Hacia 1848 estudiaba en Madrid un doctorado en Jurisprudencia; enseñó además las materias de Derecho Romano, Geografía y Estadística Mercantil y Derecho Administrativo; se le confió la de Legislación Comparada entre 1868 y 1870 y ejerció como rector de la Universidad de Barcelona entre 1875 y 1876. Según Manuel Durán y Bas su pensamiento tuvo influencias del jurista alemán Savigny y fue discípulo de Martí de Eixalá. En 1859 fue elegido miembro de la Academia de Jurisprudencia y Legislación de Cataluña y en 1871 presidió los Juegos Florales.
En 1849 empezó una activa colaboración en la prensa, por ejemplo en el diario El Locomotor y El Bien Público. A instancias de Juan Mañé y Flaquer y Manuel Durán y Bas, entró a redactar desde 1851 el Diario de Barcelona. Formó parte de la Liga Nacional de Barcelona en 1873, para oponerse a la abolición de la esclavitud. Falleció en Barcelona el 1 de mayo de 1876.
De ideología catalanista y conservadora y descrito como «uno de los proestandartes de la escuela jurídica catalana», Reynals habría afirmado que «el origen del Derecho civil catalán debería buscarse en la nacionalidad y el carácter del pueblo catalán». Fue un defensor de la Unión Liberal y uno de los precursores del conservadurismo en Cataluña, contrario al centralismo liberal y al divorcio. Por eso reaccionó contra el proyecto de Código civil de 1851. Perteneció a la Escuela Histórica del Derecho y colaboró como redactor en el Diccionario de Política y Administración.

## Obras
- El divorcio en sus relaciones con la civilización (1848)[5]
- La desamortización y los gremios (1860)[10]
- Las compañías de ferro-carriles y el estado (1866)[24]
- El criterio conservador. La verdad política y los partidos (1872)[11]